# Marsek Ottília
Marsek Ottília (névváltozat: Marschek Ottília) (Budapest, 1948. július 23. – Budapest, 1992.) magyar színésznő.

## Életpályája
Ikertestvére Marsek Gabi is színésznő lett. Édesapjuk mérnök volt, édesanyjuk otthon a háztartást vezette és a lányokat nevelte. A nővérek a Dózsa György úti általános iskolában végzetek, és a Közgazdasági Technikumban érettségiztek. Művészi tornára jártak a Budapesti Honvéd Egyesületbe. Novák Ferenc koreográfus, tehetséges fiatalokat keresett és kiválasztotta őket, így a Bihari Együttes néptáncosai lettek. Ottília színészi pályája 1973-tól a Bartók Színházban indult. 1974-től Budapesti Gyermekszínház néven működött a társulat, melynek 1985-ig tagja volt. 1986-tól szabadfoglalkozású művésznőként dolgozott. Vendégművészként az Astoria Bárszínházban, (a Mafilm Stúdiószínházában) a Hernádi Gyula által írt és Jancsó Miklós rendezte Mata Hari címszerepét játszotta nővérével felváltva, valamint szerepelt a Gyulai Várszínházban is. 1992-ben öngyilkos lett.

## Fontosabb színházi szerepei
- William Shakespeare: Amit akartok... szólótáncos
- Charles Dickens: Karácsonyi ének... Pantomimes
- Valentyin Petrovics Katajev: Távolban egy fehér vitorla... Szakácsnő
- Jevgenyij Lvovics Svarc: A hókirálynő... Holló kisasszony
- Alekszej Nyikolajevics Tolsztoj: Aranykulcsocska, avagy Burattino, a fabábu kalandjai... Beszélő; Tücsök
- Lyman Frank Baum – Schwajda György: Óz, a nagy varázsló... szereplő
- Jókai Mór: Az aranyember... Kis szolgáló
- Mesterházi Lajos: Férfikor... Lenke
- Hernádi Gyula – Jancsó Miklós: Mata Hari... Mata Hari
- Csukás István: Pintyőke cirkusz, világszám!... Oriza-Triznyák, macska
- Kiss Anna: Bolondmalom... Zsazsa
- Romhányi József: Csipkerózsika... Udvarhölgy
- Romhányi József: Hamupipőke... Gyöngyike, Hétzsákné másik lánya
- Kovalik Márta – Hegyi Imre: Profán ballada... Nagyanya
- Turián György: A varázspálca... Rabló Rita
- Márkus György: Magányos fehér vitorla... Szerjózsa, piaci fiú
- Batta György: Töklámpás... Kicsi Madár
- Zoltán Pál: Andersen mesél... Jenny, a tanító lánya

## Filmek, tv
- Szép maszkok (sorozat)

- A helyettes, avagy méltatlanul elfeledett elsö magyar pokoljáró históriája (1974)
- A dicsekvő varga (1978) ... Udvarhölgy
- Pintyőke cirkusz, világszám! (színházi előadás tv-felvétele, 1980)
- Viadukt (1983) ...Boltoskisasszony
- Felhőjáték  (1984)
- Laurin (1989)